# Комаров, Сергей Викторович
Сергей Викторович Комаров (1922 — 2000) — советский легкоатлет (бег на короткие дистанции, барьерный бег, эстафетный бег), чемпион и призёр чемпионатов СССР, многократный рекордсмен СССР, мастер спорта СССР. Выступал за клуб «Динамо» (Москва). Чемпионат СССР 1948 года пропустил из-за травмы. В течение 1943—1950 годов 12 раз становился чемпионом страны. Автор рекордов СССР: 400 м — 48,5 (1949); 400 метров с барьерами — 55,0 (1947); эстафета 4×100 м — 42,0 и 41,8 (1949); эстафета 4×400 м — 3.17,8 (1949), 3.15,4 (1950).

## Спортивные результаты
- Чемпионат СССР по лёгкой атлетике 1943 года:
  - Бег на 400 метров —  (51,1);
  - Бег на 800 метров —  (1.55,5);
- Чемпионат СССР по лёгкой атлетике 1944 года:
  - Бег на 400 метров —  (49,6);
- Чемпионат СССР по лёгкой атлетике 1945 года:
  - Бег на 400 метров —  (49,7);
- Чемпионат СССР по лёгкой атлетике 1946 года:
  - Бег на 400 метров —  (49,8);
  - Бег на 400 метров с барьерами —  (55,8);
  - Эстафета 4×400 метров —  (3.24,4);
- Чемпионат СССР по лёгкой атлетике 1947 года:
  - Бег на 400 метров —  (49,4);
  - Бег на 400 метров с барьерами —  (55,3);
  - Эстафета 4×400 метров —  (3.24,0);
- Чемпионат СССР по лёгкой атлетике 1949 года:
  - Бег на 400 метров —  (48,6);
  - Эстафета 4×100 метров —  (42,0);
  - Эстафета 4×400 метров —  (3.19,2);
- Чемпионат СССР по лёгкой атлетике 1950 года:
  - Бег на 400 метров —  (49,4);
  - Эстафета 4×400 метров —  (3.17,0);